# Катастрофа B-52 на авиабазе Фэйрчайлд
Катастрофа стратегического бомбардировщика Боинг B-52 «Стратофортресс» на авиабазе Фэйрчайлд произошла в пятницу 24 июня 1994 года. В результате катастрофы погибли 4 пилота ВВС США. Причиной катастрофы стала ошибка пилота во время тренировочного полёта (подготовка к ежегодному авиашоу).

## Катастрофа
В 13:58 местного времени 24 июня 1994 экипаж ВВС США под командованием 46-летнего подполковника Артура Холленда поднялся в небо над авиабазой для отработки показательного полёта. План полёта предусматривал серию пролётов на малой высоте, виражей с креном до 60° и имитацию посадки с подскоком. Этот полёт должен был стать последним для полковника Роберта Вулфа, одного из членов команды, поэтому на аэродроме, в ожидании церемонии «прощания с небом», находилась его семья и сослуживцы.
Выполнив большую часть программы, перед имитацией посадки экипаж получил команду уйти на второй круг, так как на ВПП находился только что приземлившийся самолёт-заправщик KC-135. Холленд, находившийся в горизонтальном полёте на высоте 75 м со скоростью 337 км/ч, запросил разрешения диспетчера на выполнение левого разворота на 360° и получил согласие. Самолёт начал разворот вокруг диспетчерской башни, теряя горизонтальную скорость. Позади башни находилась зона, закрытая для полётов (предположительно — склад ядерных боеприпасов). Избегая вылета в запретную зону и находясь на предельно малой высоте, Холленд превысил допустимые режимы виража, продолжая терять скорость (при крене 60° скорость сваливания B-52 — 272 км/ч). В 14:16 В-52 выполнил примерно три четверти разворота; при этом крен достиг 90 градусов, самолёт потерял управление, упал и взорвался.
Второй пилот Марк Макгиэн (Mark McGeehan), согласно медицинскому заключению, «частично катапультировался» (на фотографии рядом с килем B-52 видна отстрелившаяся крышка кабины, располагавшаяся над местом второго пилота), однако не уточняется, успел ли он покинуть воздушное судно. Оператор управления оружием и, по совместительству, штурман экипажа Кен Хастон (Ken Huston) также задействовал систему катапультирования, но покинуть самолёт до столкновения с землёй не успел. Место Вулфа не было катапультируемым.